# HASAG

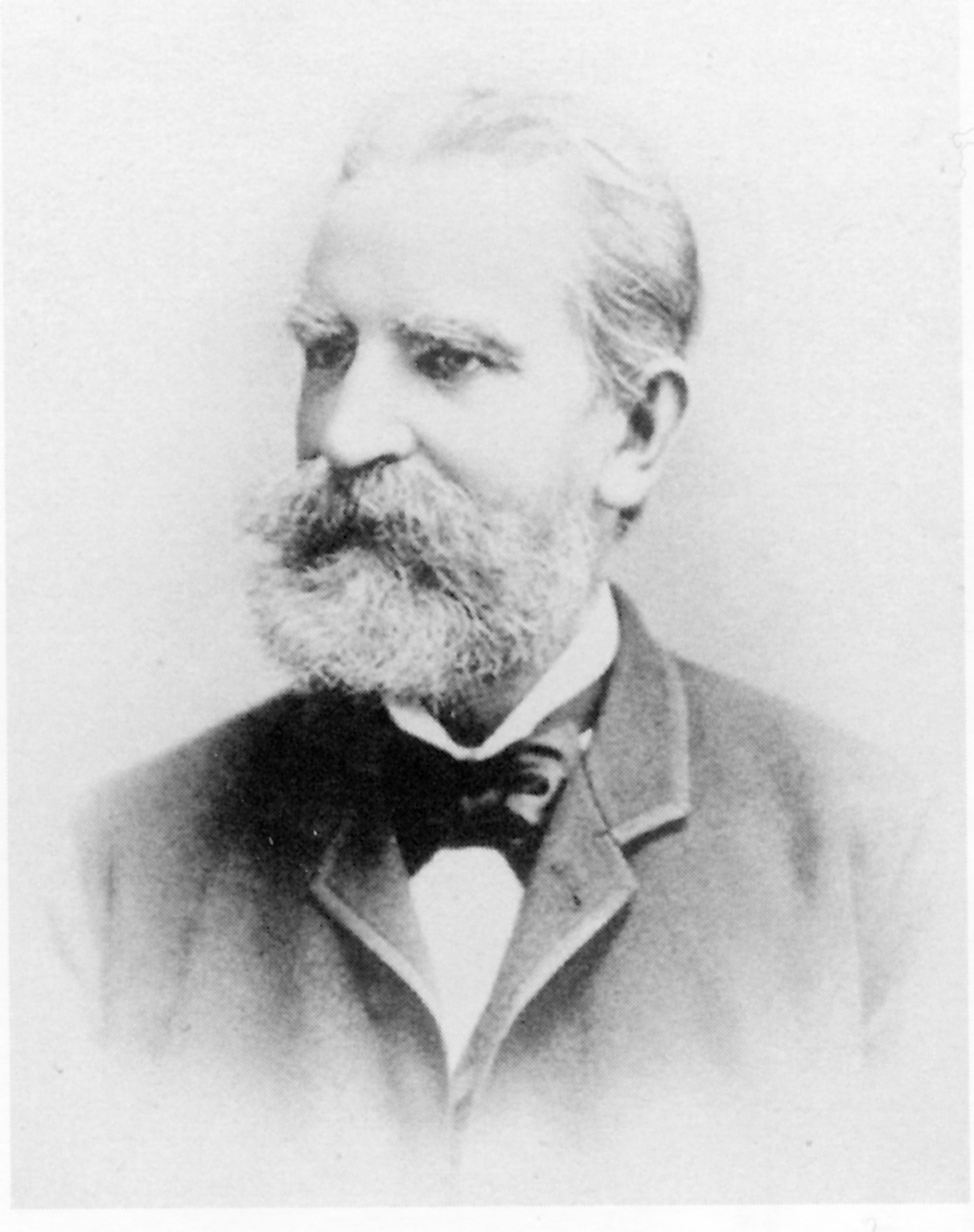
Hugo Schneider in 1888.

De HASAG (een acroniem voor Hugo Anton Schneider AG) was een Duits metaalwarenbedrijf dat in de Eerste en Tweede Wereldoorlog munitie produceerde voor het Duitse leger. 
Het bedrijf ontstond in 1863 als de Lampenfabrik Haeckel und Schneider in Paunsdorf bij Leipzig. In 1871 nam Hugo A. Schneider (1836 - 1.6.1888), die tot dan toe alleen aandeelhouder was, de firma over en in 1899 kreeg het bedrijf zijn uiteindelijke naam en legde zich toe op de productie van lampen, kachels en kookwaren.
In de Eerste Wereldoorlog produceerde het bedrijf patroonhulzen en andere militaire benodigdheden. Na de oorlog probeerde men weer om te schakelen naar het vooroorlogse productpalet, maar al in 1930 produceerde het bedrijf weer munitie, lampen en andere benodigdheden voor het Duitse leger. Vanaf 1944 produceerde het bedrijf onder andere de beruchte Panzerfaust.
Na de Tweede Wereldoorlog werden de machines van het bedrijf gedemonteerd en naar de Sovjet-Unie getransporteerd. De octrooien van het bedrijf werden in de DDR gebruikt door verscheidene VEB's. Het merk was tot 1963 in gebruik en werd pas in 1974 uit het merkenregister verwijderd.